# Adrian Magnusson
Adrian Gunnar Åke Magnusson, född 4 oktober 1994 i Ystad, är en svensk politiker (socialdemokrat). Han är ordinarie riksdagsledamot sedan 2022, invald för Skåne läns södra valkrets.
I riksdagen är Magnusson suppleant i arbetsmarknadsutskottet och civilutskottet. Han har varit suppleant i trafikutskottet.